# Aérodrome de Kastellórizo
L’aérodrome public de Kastellórizo est un aéroport situé sur la petite île de Kastellórizo, en Grèce (code IATA : KZS • code OACI : LGKJ • Code aéroport grec : grec moderne : ΔΑΖΟ), une des îles du Dodécanèse. C'est l'aérodrome situé le plus à l'est de la Grèce.

## Histoire
Au début du XXe siècle, l'île de Kastellórizo était utilisée comme escale pour certaines lignes d'hydravion aux destinations, principalement dans le nord-est de l'Afrique. Air Orient s'en est servie pour sa ligne de Marseille à Saïgon dans les années 1930.
L'aérodrome actuel a commencé à opérer en 1986 comme aéroport national. L'aéroport dispose d'un petit terminal de 150 m2 et le tablier peut accueillir un avion de la taille du Bombardier Dash 8 et 3 avions d'aviation générale.

## Situation

### Carte des aéroports en Grèce
| \| 50 km1:6 137 000 \| Agrinion Aktion Alexandreia Alexandroúpoli Andravida Áraxos Astypalée Athènes · E. Venizélos Céphalonie La Canée Chios Corfou Héraklion Icarie Ioannina Kalamata Kalymnos Karpathos Kassos Kastellórizo Kastoria Kavala Cythère Kos Kotroni Kozani Larissa Lemnos Leros Milos Mykonos Mytilène Naxos Néa Anchíalos Paros Rhodes Maritsa Samos Santorin Sitía Skiathos Skyros Sparte Syros Tanagra Tatoi Thessalonique Tripoli Tympaki Zante Kastelli |
| 50 km1:6 137 000 |

## Compagnies aériennes et destinations
| Compagnies  | Destinations    |
| ----------- | --------------- |
| Olympic Air | Rhodes-Diagoras |

## Statistiques
Pour des raisons techniques, il est temporairement impossible d'afficher le graphique qui aurait dû être présenté ici.

Voir la requête brute et les sources sur Wikidata.
Passagers annuels
| Année | Vols | Passagers | Changement passagers |
| ----- | ---- | --------- | -------------------- |
| 2005  | 470  | 8 243     | -0,7 %               |
| 2006  | 480  | 9 626     | +16,8 %              |
| 2007  | 494  | 9 564     | -0,6 %               |
| 2008  | 450  | 8 329     | -12,9 %              |
| 2009  | 450  | 7 490     | -10,1 %              |
| 2010  | 452  | 7 817     | +4,4 %               |
| 2011  | 486  | 8 723     | +11,6 %              |
| 2012  | 536  | 7 943     | -8,9 %               |
| 2013  | 520  | 7 946     | +0,0 %               |
| 2014  | 530  | 8 196     | +3,1 %               |
| 2015  | 498  | 8 019     | -2,1 %               |
| 2016  | 492  | 6 907     | -13,9 %              |
| 2017  | 418  | 5 482     | 20.6%                |
| 2018  | 337  | 5 434     | 0.9%                 |